# Cologna Veneta
Cologna Veneta là một đô thị ở tỉnh Verona trong vùng Veneto của Ý, có cự ly khoảng 70 km về phía tây của Venice và khoảng 35 km về phía đông nam của Verona. Tại thời điểm ngày 31 tháng 12 năm 2004, đô thị này có dân số 8.207 người và diện tích là 43 km².
Đô thị Cologna Veneta có các frazioni (các đơn vị trực thuộc, chủ yếu là các làng) Baldaria, Sabbion, Sant'Andrea, Spessa, và San Sebastiano.
Cologna Veneta giáp các đô thị: Asigliano Veneto, Lonigo, Orgiano, Poiana Maggiore, Pressana, Roveredo di Guà, Veronella, và Zimella.